# Cecilia Metela (hija de Metelo Crético)

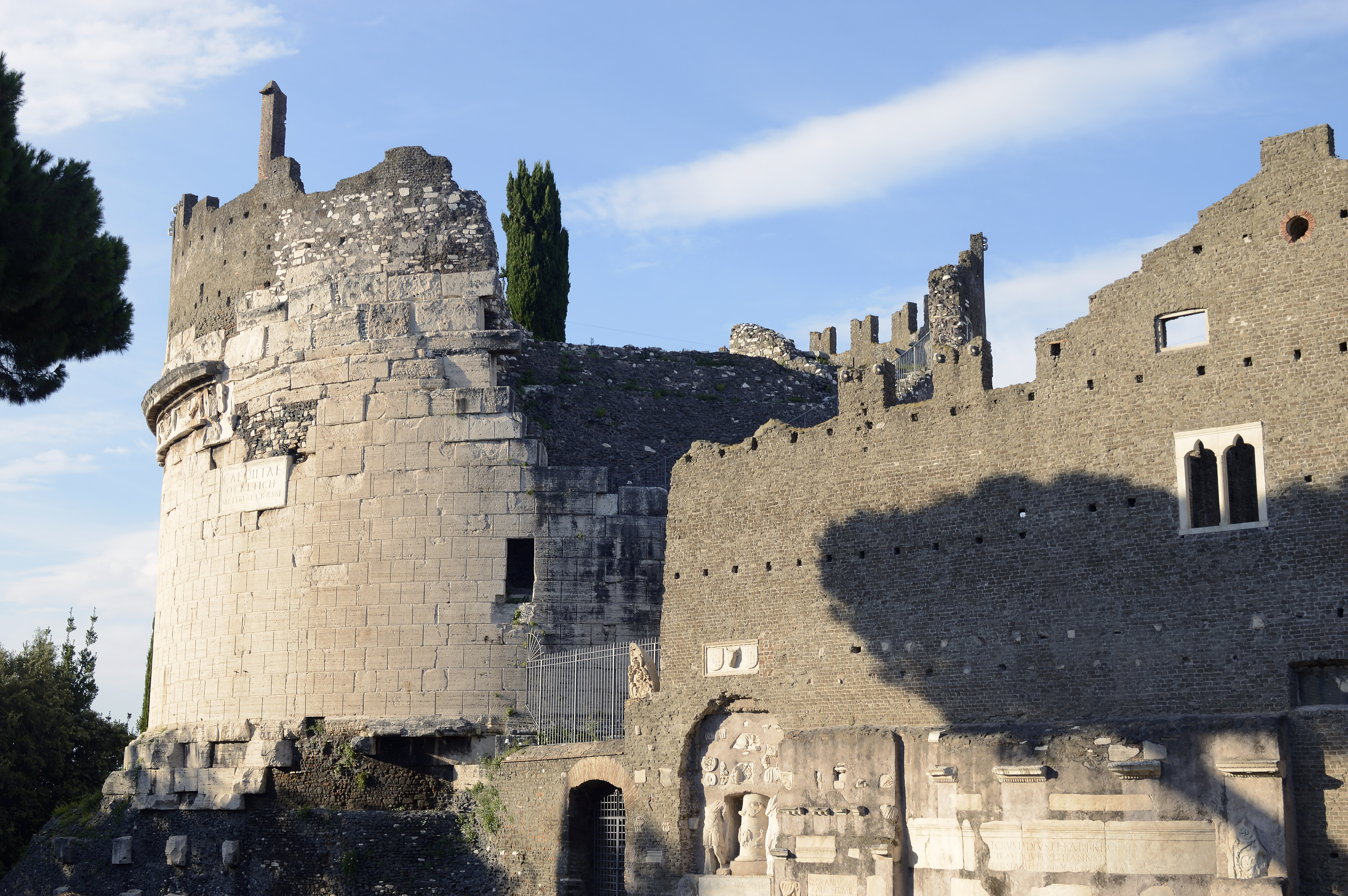
Tumba de Cecilia Metela que tradicionalmente se considera pertenece a la hija de Crético.

Cecilia Metela (en latín, Caecilia Metella) fue una dama romana, hija del cónsul de 69 a. C. Quinto Cecilio Metelo Crético y nuera de Marco Licinio Craso ya que se casó con el segundo hijo de este, Marco Licinio Craso. Fruto de este matrimonio nació Marco Licinio Craso, que fue elegido cónsul en 30 a. C. Poco se conoce de la vida de esta Cecilia Metela, aparte de su célebre hijo y su espléndida tumba.

## Mausoleo de Cecilia Metela
El Mausoleo de Cecilia Metela está situado en las afueras de Roma, junto la Vía Apia. Fue construido en el siglo I a. C. en honor de una Cecilia Metela que se ha relacionado con la nuera de Craso.

### Descripción
De forma circular, diámetro de veintinueve metros y medio, y once metros de altura, se encuentra en la ruta que conectaba Roma con Nápoles, construida entre 312 a. C. y 310 a. C., bajo el mando de Apio Claudio el Censor. La tumba debió poseer un cono de tierra de siete metros de alto, por lo que es calificada como tumba de túmulo. Tenía un revestimiento que ha sido parcialmente arrancado. En la cumbre del cilindro se encuentra un friso de bucráneo, que se interrumpe al nivel del epitafio. Éste indica al propietario de la tumba, Cecilia Metela. La inscripción reza Caeciliae / Q(uinti) Cretici f(iliae) / Metellae Crassi.[cita requerida]